# Футбол на летней Спартакиаде народов СССР 1983
Футбольный турнир VIII Летней Спартакиады народов СССР был задуман как смотр резервов советского футбола. В Спартакиаде участвовали 17 сборных команд, представлявших 15 союзных республик, Москву и Ленинград. Сборные формировались из игроков (в том числе из команд мастеров) в возрасте до 20 лет (1963—1965 гг. рождения).
Победителем стала сборная Литовской ССР.
Сначала прошли игры в четырёх подгруппах, затем по два победителя из каждой подгруппы образовали группы «А» и «Б» по 4 команды в каждой. Победители этих групп оспаривали звание чемпиона Спартакиады народов СССР, вторые в группах — 3-е место, третьи — 5-е место и четвёртые — 7-е место. В группе «В» шла борьба за 9—12-е места, в группе «Г» — за 13—17-е. Таким образом, были определены места каждого из участников с 1-го по 17-е.

## Составы команд
Сборная Москвы
- Ст. тренер — В. Разумовский. Тренер — В. Неборонов.
- 1. Ю. Шишкин (7-0), 2. Д. Галямин (5-0) (оба — ЦСКА). 3. В. Попелнуха (1-0) («Спартак»), 4. В. Демидов (6-0), 5. И. Буланов (7-3) (оба — «Динамо»), 6. С. Басов (4-1), 7. И. Куракин (7-1) (оба — ЦСКА), 8. С. Аргудяев («Спартак») (7-5), 9. В. Гречнев (6-2) (ЦСКА), 10 М. Русяев (7-2) («Спартак»), 11. В. Землин (5-1) (ЦСКА), 12. А. Каюмов (6-0), 13. В. Королёв (4-0) (оба — «Спартак»), 14. В. Соломатин (4-0) («Торпедо»), 15. А. Кузнецов (5-0) («Динамо»), 16. В. Кириллов (0), 17 А. Лебедев (4-0) (оба — «Локомотив»), 18. С. Глубоков (2-0) (ФШМ), 19. А. Афанасьев (6-0) (ЦСКА), 20. Г. Ткебучава (5-0) («Динамо»).

Сборная РСФСР (сборная автономных республик, краев, областей)
- Ст. тренер — А. Кавазашвили. Тренер — Н. Смирнов.
- 1. А. Жидков («Атоммаш» Волгодонск), 2. А. Витюк («Динамо» Кашира), 3. Ш. Исаев («Уралан» Элиста), 4. В. Кобзев («Кр. Советов» Куйбышев), 5. С. Кожанов («Динамо» Махачкала), 6. Г. Мединский («Звезда» Пермь), 7. В. Сосулин («Динамо» Барнаул), 8. В. Стропилов («Зенит» Ижевск), 9. О. Подружко («Строитель» Череповец), 10. О. Мирный («Дружба» Майкоп), 11. Ю. Ключников («Сокол» Саратов), 12. В. Заздравных («Динамо» Ставрополь), 13. В. Шмаров («Факел» Воронеж), 14. С. Дикарев («Светотехника». Саранск), 15. М. Александров («Текстильщик» Иваново), 16. Е. Крюков («Кузбасс» Кемерово), 17. С. Ушаков («Динамо» Ставрополь), 18. С. Черепанов (?-2) («Зенит» Ижевск), 19. И. Шлюбуль («Кубань» Краснодар), 20. А. Еременко (?-2) (СКА Ростов-на-Дону).

Сборная Киргизской ССР
- Ст. тренер — Н. Разумец. Тренер — Ю. Мусаев.
- 1. С. Сафонов («Спартак» Фрунзе), 2. А. Джамшидов («Буревестник» Фрунзе), 3. М. Ильин («Алга» Талас), 4. Ш. Закиров («Буревестник» Кочкор-Ата), 9. А. Ивлиев («Буревестник» Фр.), 6. В. Рогованов («Спартак» Сулюкта), 7. Т. Фасахов (?-2) («Спартак» Ош), 8, Р. Аджиев («Динамо» Фрунзе), 9. М. Эшалиев («Буревестник» Фрунзе), 10. А. Гузиенко (?-2) («Буревестник» Фр.), 11. Е. Малиновский («Динамо» Фр.), 12. X. Хайтбаев («Буревестник» Пржевальск), 13. Н. Сабитов («Буревестник» Фр.), 14. А. Базарбаев («Спартак» Кок-Янгак), 15. А. Примбердыев («Спартак» Ош), 16. Р. Амиров («Динамо» Фр.), 17. А. Юлдашев («Спартак» Кара-Су), 18. Г. Смирнов («Буревестник» Фр.), 19. А. Батц («Спартак» Н-Чуйск), 20. Т. Ташматов («Буревестник» Фр.).

Сборная Казахской ССР
- Ст. тренер — Е. Кузнецов. Тренер — Т. Нурмахамбетов.
- 1. С. Бураков. 2. С. Савин, 3. В. Педора (все — «Кайрат» А-А). 4. В. Федченко («Восток» Усть-Каменогорск), 5. Е. Яровенко («Химик», Джамбул), 6. А. Шацкий («Восток» Усть-Каменогорск), 7. И. Азовский, 8. А. Кушикбаев, 9. Ю. Найдовский (?-5), 10. Ф. Салимов, 11. Э. Сон, 12. Н. Зайцев (все — «Кайрат» А-А), 13. В. Коробов («Экибастузец», Экибастуз), 14. О. Додонов («Кайрат» А-А), 15. А. Игнатченко, 16. А. Худобин (оба — СКИФ А-А). 17. В. Асылбаев («Шахтер» Караганда), 18. С. Пасько, 19. К. Сарсеков (оба — «Кайрат» А-А), 20. И. Тюрин («Шахтер» Караганда).

Сборная Азербайджанской ССР
- Ст. тренер — А. Абиль-заде. Тренер — В. Семянников.
- 1. В. Салманов («Нефтчи» Б.), 2. Ф. Аллахвердиев («Кяпаз» Кировабад), 3. Э. Керимов («Буревестник» Б.), 4. И. Рзаев. 5. Э. Нагибеков, 6. Н. Сулейманов (все — «Нефтчи» Б.), 7. О. Саркисян, 8. З. Губатов (оба — «Спартак», Мингечаур), 9. Н. Касумов («Хазар» Ленкорань), 10. И. Гусейнов (?-4) («Араз» Нахичевань), 11. Ю. Гусейнов («Кяпаз» Кирвб.), 12. М. Алиев («Хазар» Ленк.). 13. З. Гамидов («Кяпаз» Кирвб.), 14. Н. Алиев («Спартак» Минг.), 15. Ш. Алиев («Араз» Нхчв.), 16. П. Селезнев («Хазар» Ленк.), 17. В. Григорян («Карабах» Степанакерт), 18. В. Дзагоев («Буревестник» Б.), 19. М. Мустафаев («Карабах» Степ.), 20. А. Талыбов («Кяпаз», Кирвб.).

Сборная Узбекской ССР
- Ст. тренер — О. Бугаев. Тренер — А. Щелочков.
- 1. А. Рахимов («Пахтакор» Тш.), 2. М. Байрамов («Спартак» Наманган), 3. П. Исламов («Пахтакор» Тш.), 4. А. Кононов («Нефтяник» Фергана), 5. А. Медянский («Звезда» Джизак), 6. X. Ирисбеков («Пахтакор» Тш.), 7. С. Зирченко («Звезда» Джизак), 8. И. Пилюгин («Зарафшан» Навои), 9. И. Никифоров («Динамо» Самарканд), 10. В. Андреев («Спартак» Термез), 11. И. Шквырин («Пахтакор» Тш.), 12. А. Смолин (г. Каган), 13. Т. Султанов («Спартак» Наманган), 14. Б. Рахманов («Пахтакор» Андижан), 15. А. Кожухов, 16. Ю. Шейкин (оба — «Пахтакор» Тш.), 17. Ю. Левенец («Звезда» Джизак), 18. В. Попов (?-2) («Пахтакор» Фергана), 19. Ю. Сулейманов («Динамо» Самарканд), 20. А. Мурадян («Пахтакор» Тш.).

Сборная Украинской ССР
- Ст. тренер — Е. Котельников. Тренер — В. Хмельницкий.
- 1. В. Паламарчук («Черноморец» Од.), 2. С. Кузнецов («Металлист» X.), 3. Е. Драгунов (СКА К), 4. В. Каратаев («Динамо» К), 5. В. Горилый («Таврия» Смф.), 6. Г. Литовченко («Днепр» Дн.), 7. И. Петров («Шахтер» Дн.), 8. С. Процюк («Динамо» К), 9. О. Протасов («Днепр» Дн.), 10. В. Коман (?-5), 11. П. Яковенко, 12. А. Михайличенко (все — «Динамо» К), 13. Я. Лендьел (СКА «Карпаты»), 14. Ю. Гуляев («Таврия» Смф.), 15. С. Третьяк (СКА Од.), 16. И. Рутковский (СКА К), 17. А. Спицын («Металлург» Зап.), 18. С. Герусов («Шахтер» Дн.), 19. О. Ярицкий («Подолье» Хмельницкий), 20. Я. Дмитрук («Авангард» Ровно).

Сборная Армянской ССР
- Ст. тренер — А. Сираканян. Тренер — А. Манукян.
- 1. Г. Асланян, 2. Г. Айрапетян (оба — «Спартак» Арташат), 3. К. Аршакян («Арарат» Ер.), 4. А. Асланян («Олимпия» Ер.), 5. Г. Алексанян («Ширак» Ленинакан), 6. Э. Веранян (?-2) («Олимпия» Ер.), 7. Р. Демирчян («Спартак» Октемберян), 8. Г. Едигарян («Котайк» Абовян), 9. Г. Енгибарян, 10. С. Карапетян (?-2) (оба — «Арарат» Ер.), 11. Г. Карапетян («Олимпия» Ер.), 12. Е. Мурадян («Арарат» Ер.), 13. А. Меграбян («Спартак» Арташат), 14. А. Мирзаханян («Спартак» Октемберян), 15. У. Погосян (ВС Ер.), 16. С. Сукиасян («Спартак» Аштарак), 17. Б. Петросян, 18. А. Саркисян (оба — «Арарат» Ер.), 19. Г. Степанян («Котайк» Абовян), 20. Б. Сафарян («Арарат» Ер.).

Сборная Туркменской ССР
- Ст. тренер — В. Кузнецов. Тренер — В. Пелогейкин.
- 1. И. Омельченко («Захмет» Ашх.), 2. Р. Курбанмамедов («Колхозчи» Ашх.), 3. Р. Шайбеков («Захмет» Ашх.), 4. А. Комаров («Локомотив» Ашх.), 5. Н. Ляметов (СА Ашх.), 6. Н. Бабаев, 7. И. Левшанов, 8. В. Полубояринов, 9. А. Меньшиков (все — «Колхозчи» Ашх.), 10. Н. Иванов («Захмет» Ашх.), 11. Р. Гильманов (?-3) («Локомотив» Ашх.), 12. О. Родников, 13. И. Родников (оба — «Тр. резервы» Ашх.), 14. А. Мартынов («Захмет» Ашх.), 15. А. Мамедов («Колхозчи» Ашх.), 16. С. Тищенко («Захмет» Ашх.), 17. А. Кочумов («Тр. резервы» Ашх.), 18. Д. Куликов, 19. П. Киселев, 20. Д. Рябченко (все — «Захмет» Ашх.).

Сборная Эстонской ССР
- Ст. тренер — А. Фуки. Тренер — Р. Убакиви.
- А. Белохвостов (ВС Тл.), А. Богданов («Калев» Силламяэ), Г. Великанов («Калев» Пярну), С. Вильдерсон («Калев» Тл.), В. Калинин, У. Кальенд (оба — ВС Тл.), А. Капустин, С. Кауц, Ю. Кикас, Р. Корп, Б. Кудрявцев (все — «Калев» Тл.), Т. Кымпер (ВС Тл.), Э. Лээнмяэ («Калев» Тл.), О. Мытсник (?-4), А. Притс (оба — ВС Тл.), М. Пуйк («Калев» Тл.). Г. Сорочинский («Калев» Кохтла-Ярве), А. Тийдус, У. Хепнер (оба — ВС Тл.), В. Чмиль («Калев» Тл.). (Номера игроков в заявке не указаны).

Сборная Литовской ССР
- Ст. тренер — В. Гедгаудас. Тренер — П. Паукштис.
- В. Бридайтис (7-0) (ШВСМ Влн.), Р. Бубляускас (8-2) (ШВСМ Клайпеда), В. Бузмаков (7-0) {ИФК Каунас), К. Вербицкас (8-0) («Жальгирис» Влн.), Г. Григас (1-0) (ИФК Каунас), Р. Дялтува (5-0) (ШВСМ Влн.), Г. Жамба (5-0) (ИФК Каунас), В. Иванаускас (8-0) (ШВСМ Влн.), А. Концявичюс (6-0), В. Левандраускас (8-3) (оба — «Жальгирис» Влн.), В. Лекявичюс (2-0) («Атлантас» Клайпеда), Р. Мажейка (8-1) («Жальгирис» Каунас), Р. Мажейкис (6-0), И. Панкратьев (8-5) (оба — «Жальгирис» Влн.), А. Савукинас (8-0) (ИФК Каунас), Р. Синяковас (7-0) («Жальгирис» Каунас), Р. Тауткус (8-3), А. Пилкаускас (1-0), К. Ширвис (0) (все — «Жальгирис» Влн.), В. Мартинкенас (0) (ШВСМ Влн.). (номера игроков в заявке не указаны).

Сборная Белорусской ССР
- Ст. тренер — Г. Абрамович. Тренер — В. Арзамасцев.
- 1. А. Любченко («Двина», Витебск), 2. Н. Насташевский, 3. В. Панчик (оба — «Днепр» Могилев), 4. В. Роговский (г. Лида), 5. А. Войнах («Динамо» Мн.), 6. Г. Роткович («Динамо» Брест), 7. А. Метлицкий (?-4), 8. А. Василенко (оба — «Динамо» Мн.), 9. В. Наумов («Днепр» Мг.), 10. И. Криушенко, 11. А. Шалимо (оба — «Динамо» Мн.), 12. А. Брузго («Химик» Гродно), 13. С. Тепляков («Днепр» Мг.), 14. В. Логинов («Химик» Гр.), 15. П. Родненок («Динамо» Мн.), 16. А. Гришин («Буревестник» Мн.), 17. В. Лапицкий («Гомсельмаш» Гомель), 18. С. Зинькович («Динамо» Мн.), 19. В. Тарчило («Буревестник» Мн.), 20. А. Герасимук («Динамо» Бр.).

Сборная Латвийской ССР
- Ст. тренер — Г. Гусаренко. Тренер — В. Жук.
- 1. Р. Лайзан, 2. В. Козловский (оба — ВС Рига), 3. Д. Калашник, 4. В. Ефимов (оба — «Даугава» Р.), 5. О. Беляев, 6. А. Зейберлиньш (оба — «Звейниекс» Лиепая), 7. А. Ланге («Даугава» Р.), 8. С. Соломонов (г. Вентспилс), 9. М. Конев («Даугава» Р.), 10. А. Линардс («Звейниекс» Лп.), 11. С. Юшманов (?-4) (ВС Р.), 12. Р. Вайшля, 13. Я. Берзиньш (оба — «Даугава» Р.), 14. А. Зариньш («Даугава» Елгава), 15. А. Захарс, 16. Б. Калнач (оба — «Даугава» Р.), 17. А. Мартьянов («Даугава» Даугавпилс), 18. Е. Рогачев (ВС Р.), 19. А. Ромашин, 20. Р. Гултниекс (оба — «Даугава» Р.).

Сборная Молдавской ССР
- Ст. тренер — В. Цинклер. Тренер — А. Борщ.
- 1. С. Ботнараш (7-0) («Автомобилист» Тирасполь), 2. А. Цуркан («Динамо» Кш.), 3. Б. Березовский (7-0), 4. С. Савченко (7-0), 5. Ю. Аркан (6-1), 6. И. Спельников (7-1), 7. В. Проценко (7-2), 8. Ю. Миличенко (7-1) (все — «Нистру», Кш.), 9. Э. Крецу (5-1) («Динамо» Кш.), 10. О. Флентя (7-2) («Нистру» Кш.), 11. А. Бурлак (5-1) («Динамо» Кш.), 12. С. Александров (7-0) («Автомобилист» Тир.), 13. О. Федоров (1-0), 14. А. Хлопецкий (оба — «Молдова» Бельцы), 15. П. Сырбу (5-0) («Нистру» Кш), 16. О. Бурка (2-0), 17. И. Гуменюк (1-0), 18. Г. Коломиец (6-0) (все — «Динамо» Кш.), 19. А. Кройтор (5-0) («Молдова» Бельцы), 20. А. Дандара (5-0) («Динамо» Кш).

Сборная Таджикской ССР
- Ст. тренер — Х. Абдуллаев. Тренер — В. Аркалов.
- 1. Р. Исаев, 2. О. Малюков, 3. С. Нуритдинов, 4. Р. Рахимов, 5. И. Витютнев (все — «Памир» Дш.), 6. У. Туракулов («Пахтакор» Курган-Тюбе), 7. Ю. Батуренко. 8. С. Плаксин, 9. К. Ферханов (все — «Памир» Дш.), 10. Р. Маринов (ЦОР Дш.), 11. А. Воловоденко, 12. Г. Джураев, 13. Ю. Верченко (все — ШВСМ-2 Дш.), 14. X. Фузайлов («Пахтакор» К-Т), 15. С. Арсланов (ШВСМ-2 Дш.), 16. А. Мананников («Памир» Дш.), 17. Р. Камалиев (ШВСМ-2 Дш.), 18. О. Ширинбеков (ЦОР Дш.), 19. В. Давиденко (?-3) {«Памир» Дш.), 20. И. Омельченко (ЦОР Дш.).

Сборная Ленинграда
- Ст. тренер — Л. Бурчалкин. Тренер — М. Лохов.
- 1. Н. Скворцов, 2. М. Корбут, 3. П. Нейштетер (все — «Зенит»), 4. Г. Тимофеев (СКА), 5. С. Колотовкин, 6. К. Иванов, 7. C. Логинов (?-3), 8. М. Тихомиров (все — «Зенит»), 9. С. Державин («Динамо»), 10. С. Дмитриев («Зенит»), 11. С. Дягель (СКА), 12. В. Жуков («Зенит»), 13. В. Александров, 14. С. Кропин (оба — «Динамо»), 15. С. Левин («Зенит»), 16. Ю. Шолохов («Динамо», в), 17. И. Столяров («Зенит»), 18. С. Шамбуркин («Динамо»), 19. Ю. Кузнецов, 20. Н. Миронов (оба — «Зенит»).

Сборная Грузинской ССР
- Ст. тренер — В. Элошвили. Тренер — А. Зазроев
- 1. В. Гвенцадзе («Динамо» Тб.), 2. Г. Кеташвили («Торпедо» Кт.), 3. Г. Дочия («Динамо» Тб.), 4. М. Арзиани («Колхети» Поти), 5. Н. Челидзе («Торпедо» Кт.), 6. С. Чедия, 7. Н. Микаберидзе (оба — «Динамо» Тб.), 8. В. Шенгелия («Локомотив» Самтредиа), 9. Г. Гогричиани, 10. Г. Гурули (?-3), 11. Л. Бараташвили, 12. Д. Кудинов (все — «Динамо» Тб.), 13. С. Малания («Динамо» Сх.), 14. Т. Логуа («Динамо» Тб.), 15. Д. Саникидзе («Гурия» Ланчхути), 16. З. Чочиев («Дила» Гори), 17. Д. Угрелидзе («Гурия» Ланчхути), 18. М. Махарадзе, 19. Т. Мурджинкели (оба — «Динамо» Тб.), 20. Г. Герадзе («Локомотив» Самтредиа).

## Предварительные игры
1-я подгруппа
|           | И | В | Н | П | М    | О |
| --------- | - | - | - | - | ---- | - |
| Москва    | 3 | 2 | 1 | 0 | 6-0  | 5 |
| РСФСР     | 3 | 1 | 2 | 0 | 3-0  | 4 |
| Казахстан | 3 | 1 | 1 | 1 | 6-2  | 3 |
| Киргизия  | 3 | 0 | 0 | 3 | 1-14 | 0 |

И — игр, В — выигрыши, Н — ничьи, П — проигрыши, М — разница мячей, О — очки
2-я подгруппа
|             | И | В | Н | П | М    | О |
| ----------- | - | - | - | - | ---- | - |
| Украина     | 3 | 3 | 0 | 0 | 11-1 | 6 |
| Армения     | 3 | 2 | 0 | 1 | 3-5  | 4 |
| Узбекистан  | 3 | 1 | 0 | 2 | 3-6  | 2 |
| Азербайджан | 3 | 0 | 0 | 3 | 0-5  | 0 |

И — игр, В — выигрыши, Н — ничьи, П — проигрыши, М — разница мячей, О — очки
3-я подгруппа
| Команда    | О | И | В | Н | П | МЗ | МП |
| ---------- | - | - | - | - | - | -- | -- |
| Литва      | 5 | 4 | 2 | 1 | 1 | 8  | 3  |
| Белоруссия | 5 | 4 | 2 | 1 | 1 | 6  | 5  |
| Туркмения  | 4 | 4 | 2 | 0 | 2 | 4  | 6  |
| Эстония    | 4 | 4 | 2 | 0 | 2 | 7  | 6  |
| Латвия     | 2 | 4 | 1 | 0 | 3 | 3  | 8  |

4-я подгруппа
|             | И | В | Н | П | М   | О |
| ----------- | - | - | - | - | --- | - |
| Молдавия    | 3 | 2 | 1 | 0 | 5-3 | 5 |
| Грузия      | 3 | 2 | 0 | 1 | 4-3 | 4 |
| Ленинград   | 3 | 1 | 1 | 1 | 2-2 | 3 |
| Таджикистан | 3 | 0 | 0 | 3 | 2-5 | 0 |

И — игр, В — выигрыши, Н — ничьи, П — проигрыши, М — разница мячей, О — очки
1-я подгруппа (Москва, 20-24 июля)
- Москва — РСФСР 0:0
- Казахская ССР — Киргизская ССР 6:1
- Москва — Казахская ССР 1:0
- РСФСР — Киргизская ССР 3:0
- Москва — Киргизская ССР 5:0
- Казахская ССР — РСФСР 0:0

2-я подгруппа (Рязань, 20-24 июля)
- Украинская ССР — Узбекская ССР 4:1 В. Коман (4, 83), О. Протасов (57), Г. Литовченко (88) — Никифоров (34)
- Армянская ССР — Азербайджанская ССР 1:0 Мурадян
- Украинская ССР — Армянская ССР 4:0 О. Протасов (18), В. Коман (31, 51), А. Михайличенко (58 п.)
- Узбекская ССР — Азербайджанская ССР 1:0
- Украинская ССР — Азербайджанская ССР 3:0 Я. Лендел (34, 35, 48)
- Узбекская ССР — Армянская ССР 1:2 Ирисбеков — Веранян-п., Алексанян

3-я подгруппа (Тула, 16-24 июля)
- Эстонская ССР — Туркменская ССР 1:2 Вильдерсон — …
- Латвийская ССР — Литовская ССР 2:0
- Литовская ССР — Эстонская ССР 4:0 Панкратьев, Левандраускас, Тауткус, Мажейка
- Белорусская ССР — Латвийская ССР 3:1
- Туркменская ССР — Литовская ССР 0:3 Панкратьев-3
- Эстонская ССР — Белорусская ССР 2:0 Мытсник-2
- Белорусская ССР — Туркменская ССР 2:1 Насташевский, Метлицкий
- Латвийская ССР — Эстонская ССР 0:4
- Литовская ССР — Белорусская ССР 1:1 Левандраускас — Шалимо
- Туркменская ССР — Латвийская ССР 1:0

4-я подгруппа (Иваново, 20-24 июля).
- Грузинская ССР — Молдавская ССР 1:2 — Флентя, Крецу
- Ленинград — Таджикская ССР 1:0 Левин
- Молдавская ССР — Таджикская ССР 2:1 Флентя, Бурлак
- Грузинская ССР — Ленинград 1:0 Гурули
- Ленинград — Молдавская ССР 1:1 С.Дмитриев — Спельников
- Таджикская ССР — Грузинская ССР 1:2

## Полуфинальные турниры
|         | И | В | Н | П | М   | О |
| ------- | - | - | - | - | --- | - |
| Литва   | 3 | 2 | 1 | 0 | 5-2 | 5 |
| Москва  | 3 | 1 | 2 | 0 | 8-5 | 4 |
| Грузия  | 3 | 0 | 2 | 1 | 5-6 | 2 |
| Армения | 3 | 0 | 1 | 2 | 2-7 | 1 |

|            | И | В | Н | П | М   | О |
| ---------- | - | - | - | - | --- | - |
| РСФСР      | 3 | 2 | 1 | 0 | 3-1 | 5 |
| Украина    | 3 | 2 | 0 | 1 | 7-2 | 4 |
| Белоруссия | 3 | 1 | 1 | 1 | 2-4 | 3 |
| Молдавия   | 3 | 0 | 0 | 3 | 1-6 | 0 |

Группа «А» (Москва).
- Москва — Грузинская ССР 4:4 Куракин, Землин, … — Микаберидзе, Челидзе, Гурули, Дочия
- Литовская ССР — Армянская ССР 3:1 Тауткус-2, Панкратьев
- Москва — Армянская ССР 3:0
- Грузинская ССР — Литовская ССР 0:1 Бубляускас
- Москва — Литовская ССР 1:1 Бубляускас
- Грузинская ССР — Армянская ССР 1:1

Группа «Б» (Рязань).
- Украинская ССР — Белорусская ССР 3:0 Г. Литовченко (50), О. Протасов (68), П. Яковенко (83)
- РСФСР — Молдавская ССР 1:0
- Молдавская ССР — Белорусская ССР 0:1
- РСФСР — Украинская ССР 1:0 Черепанов (26)
- Украинская ССР — Молдавская ССР 4:1 О. Протасов (8), В. Коман (26), И. Петров (42), С. Кузнецов (53 п.) — Миличенко (62)
- РСФСР — Белорусская ССР 1:1

## Матчи за 9-17 места
|            | И | В | Н | П | М   | О |
| ---------- | - | - | - | - | --- | - |
| Узбекистан | 3 | 2 | 0 | 1 | 5-4 | 4 |
| Казахстан  | 3 | 2 | 0 | 1 | 9-3 | 4 |
| Туркмения  | 3 | 1 | 1 | 1 | 4-9 | 3 |
| Ленинград  | 3 | 0 | 1 | 2 | 4-6 | 1 |

| Команда     | О | И | В | Н | П | МЗ | МП |
| ----------- | - | - | - | - | - | -- | -- |
| Азербайджан | 8 | 4 | 4 | 0 | 0 | 13 | 0  |
| Эстония     | 4 | 4 | 2 | 0 | 2 | 8  | 9  |
| Латвия      | 3 | 4 | 1 | 1 | 2 | 4  | 11 |
| Таджикистан | 3 | 4 | 1 | 1 | 2 | 6  | 6  |
| Киргизия    | 2 | 4 | 0 | 2 | 2 | 5  | 10 |

Группа «В» (Тула).
- Казахская ССР — Ленинград 2:1
- Узбекская ССР — Туркменская ССР 1:2
- Ленинград — Туркменская ССР 2:2
- Казахская ССР — Узбекская ССР 1:2
- Узбекская ССР — Ленинград 2:1
- Казахская ССР — Туркменская ССР 6:0

Группа «Г» (Иваново).
- Эстонская ССР — Таджикская ССР 1:4
- Азербайджанская ССР — Латвийская ССР 4:0
- Латвийская ССР — Киргизская ССР 2:2
- Таджикская ССР — Азербайджанская ССР 0:2
- Эстонская ССР — Киргизская ССР 3:2
- Латвийская ССР — Таджикская ССР 2:1
- Азербайджанская ССР — Эстонская ССР 3:0
- Киргизская ССР — Таджикская ССР 1:1
- Эстонская ССР — Латвийская ССР — 4:0
- Азербайджанская ССР — Киргизская ССР 4:0.

## Матчи за 3-8 места
- За 7—8-е места (Тула). Молдавская ССР — Армянская ССР 3:2 Аркан, Проценко — 2 — …
- За 5—6-е места (Рязань). Грузинская ССР — Белорусская ССР 2:2, по пенальти — 8:7
- За 3—4-е места (Москва). Москва — Украинская ССР 1:1, Русяев (52) — И. Петров (33), по пенальти — 3:1 (Забили: Гречнев, Русяев, А. Кузнецов — О. Протасов. Не забили: Соломатин — С. Кузнецов, Г. Литовченко, В. Каратаев)

## Финал
| 3 августа, 1983 | \| Литовская ССР \| 1 : 0 \| РСФСР \| \| Левандраускас 49' \| Голы \| \| | Стадион: Центральный стадион им. В.И. Ленина, Москва Зрителей: 6 100 Судья: К. Доронин, А.Спирин (оба — Москва), В.Жук (Минск) |
| Составы: Литовская ССР: Концявичюс, Синяковас, Тауткус (к), Мажейкис, Бузмаков, Мажейка, Иванаускас, Панкратьев, Вербицкас (Бридайтис, 46), Савукинас (Бубляускас, 46), Левандраускас (Жамба, 83). РСФСР: Жидков, Мирный, Ключников, Дикарев, Сосулин (Заздравных, 64), Ушаков, Шмаров, Кожанов (Александров, 77), Подружко, Еременко, С. Черепанов. |                                                                          | |
| Литовская ССР | 1 : 0                                                                    | РСФСР |
| Левандраускас 49' | Голы                                                                     | |

## Лучшие бомбардиры
- С. Аргудяев (Москва), Ю. Найдовский (Казахстан), В. Коман (Украина), И. Панкратьев (Литва) — все по 5 мячей.

Всем литовским футболистам за победу на турнире присвоено звание мастеров спорта СССР.